# 尾道幸治
尾道 幸治（おのみち こうじ）は、京都府出身滋賀県栗東市育ちのディレクター・シネマトグラファー・脚本家。血液型 A型。

## 経歴
京都造形芸術大学大学院を卒業。在学中、伊藤高志監督に師事し実験映像、アニメーション、劇映画を撮る。また、大学院では松本俊夫監督に師事し脚本を学ぶ。この時映画を学ぶため、様々なジャンルの映画を研究し続けた結果、特に映画創明期の頃の日本映画に傾倒し、中でも山中貞雄監督に関しては、命日に墓参りに行く程の熱の入れようだった。
在学中にエドワード・ヤン監督（楊徳昌）と出会い、悩みを打ち明け、その言葉を糧に制作を続ける。
在学中の作品が1996年European Media Art Festival、1997年ロカルノ国際映画祭オフシアター部門に入賞する。また、1996年フィリップモリスアートアワードにも入賞し、1997年ニューヨーク大学グレイアートギャラリーで上映される。その他にも、現代美術家・森村泰昌と出会いコラボレーションを行い個展「空装美術館」(東京都現代美術館)の映像を手掛けるなど、学生時代から意欲的に大学という枠を超えて活動していた。
大学院在学中にSonyPCLにノンリニアオペレーターとして入社。そこでインフェルノ、HDカメラについて学ぶ。この時の縁により、後に岩井俊二監督と運命的な出会いを果たすことになる。
その後、映像制作会社「グアダループ」に企画、演出として入社。会社が制作した映画「tokyo.sora」に制作として参加する。その映画で石川寛監督と出会い多大な影響を受け、当人は東京の兄として慕っている。
永瀬正敏監督の自主映画のカメラを担当したこともある。
そして現在は個人で企画、演出、映像作家、撮影監督、脚本家としてCM、ミュージック・ビデオ、短編映画などを手掛け、また、商業誌や映画雑誌への寄稿といった執筆活動を行うなど、活動の幅を広げ続けている。
キヤノンのXL−H1などのカメラの開発などにも関わっており、そのカメラのテストレポートなどを雑誌やキヤノンの公式サイトなどに掲載されている。
UR都市機構では、REMEDIOSに音楽を依頼し、夢が叶ったと感動したらしい。
以前多摩美術大学で講師歴があり、2008年から京都精華大学のデザイン学部ビジュアルデザイン学科デジタルクリエイションコースで講師を担当することが決定している。
栗東市立栗東西中学校に通っている時は卓球部に所属。松本大洋の『ピンポン』の大ファン。
尊敬する映画監督はジョン・カサヴェテス(John Cassavetes)。尊敬するカメラマンは篠田昇、宮川一夫。
アニメーターの森本晃司や小林治とは飲み仲間として知られている。また、小説家の桜井亜美とも仲が良いと知られている。
無類のパンダ好き、チョコレート好きである。

## 作品

### 舞台
「宇宙に雨の降る如く」(下北沢 本多グループ シアター７１１）企画・脚本・演出
期間 : 2016/04/28 ～ 2016/05/01
出演 : 大和田悠太、木下鉄士、工藤潤矢、眞賀里知乃、星守紗凪

### 撮影監督

#### 映画
- 「好きだ、」(石川寛監督)
- 「虹の女神」 Bカメラ (岩井俊二プロデュース、熊澤尚人監督)
- 「人魚姫と王子」(桜井亜美監督)
- 「BANDAGE」(小林武史監督 2010年公開)
- 「Vampire」(岩井俊二監督)

#### CM
- 三菱東京UFJ証券「ガラス工房」篇 (岩井俊二監督)
- 協和ランドセル「ふわりぃと一緒」篇 (伊藤学監督)
- フマキラー花粉鼻でブロック「遺言」篇 (岩見拓監督)
- SONYプレイステーション「影牢2」篇 (岩見拓監督)
- 関西電力「十五才の君へ」篇 (石崎晃代監督)

#### MusicVideo
- 大塚愛 「クムリウタ」 (岩井俊二監督)
- 元気ロケッツ「Breeze」 (水口哲也プロデュース、森本晃司監督)
- 波田陽区「ギター侍のうた 弐」

### 監督

#### 映画
- 仲里依紗 短編映画「あなたは近くて、遠いひと 」脚本・監督

#### CM
- UR都市機構「少年時代をつくる街」篇
- フマキラー「カダンスプレー」篇
- 我那覇美奈スポット「月の雫」篇

#### MusicVideo
- Nature Living「This is for us」

https://www.youtube.com/watch?v=MwpoQunijMc
- ストロー「さよならも言えなくて」
- Beats Militia「Beats Militia」
- Miki Armstrong「Typically」
- そらる wacci coverMV「別の人の彼女になったよ」

#### DVD
- 山崎真実「Venus」
- 仲里依紗「Riisa films」（2009年、リバプール）

#### ラジオドラマ
- 円都通信プレイワークスラジオドラマ「虹の女神」 (岩井俊二プロデュース)
- 円都通信プレイワークスラジオドラマ「東京安息日」 (黒木文雄原作、脚本作品)

### 脚本

#### ラジオドラマ
- 円都通信PlayWorksラジオドラマ「東京安息日」 (黒木文雄原作、脚本作品)

### フォトグラファー

#### 映画
- 「俺たちの世界」HP、モノクロスチール (中島良監督)